# Г̧ (слово ћирилице)
Г̧ г̧ (искошено: Г̧ г̧) је старо слово ћирилице. Формирано је од ћириличног слова Г г са седиљом.
Слово Г̧ г̧ коришћено је у карелском језику 1820-их, даргину и у лезгинском писму из 1911. године.

## Рачунарски кодови
| Знак                      | Г                                       | Г                                       | г                                     | г                                     | ̧                         | ̧                         |
| ------------------------- | --------------------------------------- | --------------------------------------- | ------------------------------------- | ------------------------------------- | ------------------------ | ------------------------ |
| Назив у Уникоду           | CYRILLIC CAPITAL LETTER GE WITH CEDILLA | CYRILLIC CAPITAL LETTER GE WITH CEDILLA | CYRILLIC SMALL LETTER GE WITH CEDILLA | CYRILLIC SMALL LETTER GE WITH CEDILLA | COMBINING CEDILLA ACCENT | COMBINING CEDILLA ACCENT |
| Врста кодирања            | децимална                               | хексадецимална                          | децимална                             | хексадецимална                        | децимална                | хексадецимална           |
| Уникод                    | 1043                                    | U+0413                                  | 1075                                  | U+0433                                | 807                      | U+0327                   |
| UTF-8                     | 208 147                                 | D0 93                                   | 208 179                               | D0 B3                                 | 204 167                  | CC A7                    |
| Нумеричка референца знака | &#1043;                                 | &#x413;                                 | &#1075;                               | &#x433;                               | &#807;                   | &#x327;                  |